# Tim Byrdak
Timothy Christopher Byrdak (Oak Lawn, 31 ottobre 1973) è un ex giocatore di baseball statunitense.

## Minor League
Byrdak venne selezionato al 5º giro del draft amatoriale del 1994 come 135a scelta dai Kansas City Royals. Nello stesso anno iniziò nella Northwest League A breve stagione con gli Eugene Emeralds finendo con 4 vittorie e 5 sconfitte, 3.07 di media PGL (ERA) in 15 partite tutte da lanciatore partente. Nel 1995 passò nella Carolina League singolo A avanzato con i Wilmington Blue Rocks finendo con 11 vittorie e 5 sconfitte, 2.16 di ERA in 27 partite di cui 26 da partente.
Nel 1996 passò nella Texas League doppio A con i Wichita Wranglers finendo con 5 vittorie e 7 sconfitte, 6.91 di ERA in 15 partite tutte da partente. Nel 1997 con i Blue Rocks chiuse con 4 vittorie e 3 sconfitte, 3.51 di ERA e 3 salvezze su 3 opportunità in 22 partite di cui 2 da partente.
Nel 1998 con i Wranglers finì con 3 vittorie e 5 sconfitte, 4.15 di ERA e 2 salvezze su 2 opportunità in 34 partite. Poi passò nella Pacific Coast League triplo A con gli Omaha Storm Chasers finendo con 2 vittorie e una sconfitta, 2.45 di ERA e una salvezza su una opportunità in 26 partite. Nel 1999 con i Chasers chiuse con 3 vittorie e una sconfitta, 1.81 di ERA in 33 di ERA.
Nel 2000 con i Wranglers finì con 5.40 di ERA in 4 partite, poi giocò con i Chasers finendo con 6 vittorie e 2 sconfitte, 4.44 di ERA in 34 partite di cui una da partente. Nel 2001 passò nella International League con i Buffalo Bisons finendo con 2 vittorie e nessuna sconfitta, 4.67 di ERA in 4 partite di cui 3 da partente.
Nel 2002 giocò nella Carolina League con i Kinston Indians finendo con una vittoria e nessuna sconfitta, 4.50 di ERA in 2 partite. Poi passò nella Eastern League doppio A con gli Akron Aeros finendo con 6.23 di ERA in 9 partite. Nel 2004 passò nella Pacific Coast League triplo A con i Portland Beavers finendo con 3 vittorie e nessuna sconfitta, 5.45 di ERA in 20 partite di cui 2 da partente. Poi passò nella International League con gli Ottawa Lynx finendo con 2 vittorie e una sconfitta, 4.19 di ERA in 33 partite di cui una da partente.
Nel 2005 con i Lynx chiuse con 3 vittorie e 2 sconfitte, 2.09 di ERA e 11 salvezze su 14 opportunità in 37 partite, ottenendo un premio individuale. Nel 2006 giocò nella New York-Penn League A breve stagione con gli Aberdeen IronBirds chiudendo con 9.00 di ERA e nessuna salvezza su una opportunità in una singola partita. Poi giocò nella Carolina League con i Frederick Keys finendo con 13.50 di ERA in una partita. Infine giocò nella Eastern League con i Bowie Baysox finendo con 2.25 di ERA in 3 partite.
Nel 2007 giocò nella International League con i Toledo Mud Hens finendo con una vittoria e nessuna sconfitta, 2.59 di ERA e nessuna salvezza su 2 opportunità in 17 partite. Nel 2008 passò nella Pacific Coast League con i Round Rock Express finendo con 3.68 di ERA in 7 partite.
Nel 2010 con gli Express finì con 4.50 di ERA in 2 partite di cui una da partente. Nel 2013 giocò nella Gulf Coast League rookie con i GCL Mets finendo con 0.00 di ERA in una singola partita da partente. Successivamente passò nella Florida State League singolo A avanzato con i St. Lucie Mets finendo con una vittoria e una sconfitta, 2.19 di ERA e 3 salvezze su 3 opportunità in 14 partite. Infine passò nella Pacific Coast League triplo A con i Las Vegas 51s finendo con 2 vittorie e nessuna sconfitta, 0.00 di ERA in 11 partite.

## Major League

### Kansas City Royals (1998-2000)
Debuttò nella MLB il 7 agosto 1998. Chiuse la stagione con 5.40 di ERA in 3 partite (1.2 inning). Nel 1999 finì con nessuna vittoria e 3 sconfitte, 7.66 di ERA e una salvezza su 4 opportunità in 33 partite (24.2 inning).
Nel 2000 chiuse con nessuna vittoria e una sconfitta, 11.37 di ERA e una salvezza su due opportunità in 12 partite (6.1 inning).

### Baltimore Orioles (2005-2006)
Nel 2005 chiuse con nessuna vittoria e una sconfitta, 4.05 di ERA e una salvezza su una opportunità in 41 partite (26.2 inning). Nel 2006 chiuse con una vittoria e nessuna sconfitta, 12.86 di ERA in 16 partite (7.0 inning).

### Detroit Tigers (2007)
Chiuse con 3 vittorie e nessuna sconfitta, 3.20 di ERA e una salvezza su 2 opportunità in 39 partite (45.0 inning).

### Houston Astros (2008-2010)
Nel 2008 chiuse con 2 vittorie e una sconfitta, 3.90 di ERA in 59 partite (55.1 inning). Nel 2009 chiuse con una vittoria e 2 sconfitte, 3.23 di ERA e nessuna salvezza su 2 opportunità in 76 partite (10° nella National League) (61.1 inning).
Nel 2010 chiuse con 2 vittorie e 2 sconfitte, 3.49 di ERA in 64 partite (38.2 inning).

### New York Mets (2011-2013)
Il 19 settembre 2011 firmò un contratto annuale per 1.000.000 di dollari con i Mets chiuse con 2 vittorie e una sconfitta, 3.82 di ERA e una salvezza su 4 opportunità in 72 partite (37.2 inning). Nel 2012 chiuse con 2 vittorie e 2 sconfitte, 4.40 di ERA e nessuna salvezza su 2 opportunità in 56 partite (30.2 inning). Prima della fine della stagione venne operato al ginocchio destro e alla capsula anteriore della spalla sinistra.
Il 1º settembre 2013 venne promosso in prima squadra dopo aver recuperato dall'infortunio, chiudendo la stagione con 7.71 di ERA in 8 partite (4.2 inning).

## Vittorie e premi
- Mid-Season All-Star della International League con gli Ottawa Lynx (2005).

## Numeri di maglia indossati
- n° 55 con i Kansas City Royals (1998)
- n° 58 con i Kansas City Royals (1999-2000)
- n° 40 con i Baltimore Orioles (2005-2006)
- n° 34 e poi 62 con i Detroit Tigers (2007)
- n° 48 con gli Houston Astros (2008-2010)
- n° 40 con i New York Mets (2011-2013).